# Suphis fluviatilis
Suphis fluviatilis är en skalbaggsart som beskrevs av Guignot 1948. Suphis fluviatilis ingår i släktet Suphis och familjen grävdykare. Inga underarter finns listade i Catalogue of Life.